# Eumelos (syn Admeta)
Eumelos (gr. Εὔμηλος) – w mitologii greckiej król tesalskiego Feraj, syn Admeta i Alkestis.
Był mężem Iftime, córki Ikariosa. Wziął udział w wojnie trojańskiej, na którą wyruszył na czele jedenastu okrętów z Feraj i Jolkos. Przywiódł ze sobą pod Troję rącze konie, którymi niegdyś, podczas niewoli u jego ojca, opiekował się bóg Apollo. Z rumakami tymi wziął udział w igrzyskach żałobnych ku czci Patroklosa. Był jednym z wojowników, którzy znaleźli się w koniu trojańskim. Po zakończeniu zmagań wojennych bezpiecznie powrócił do domu.